# Flankeringstorn

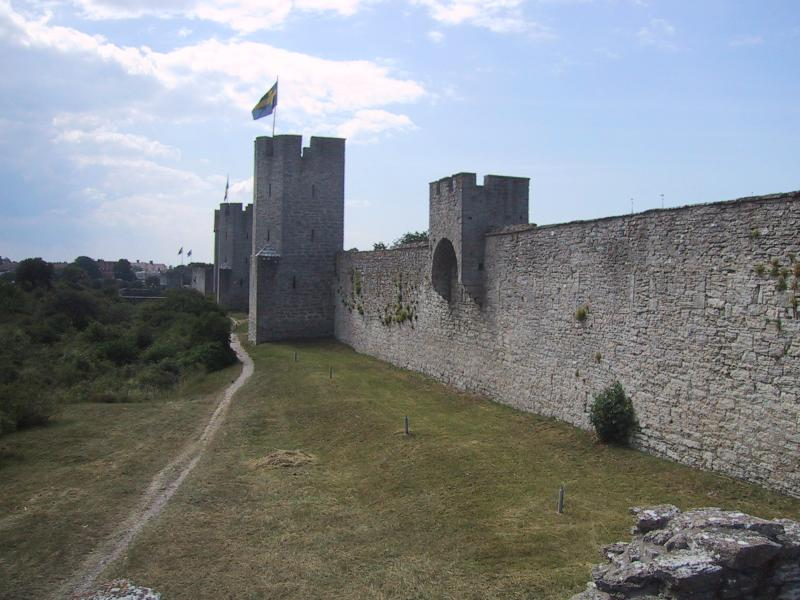
Visby ringmur

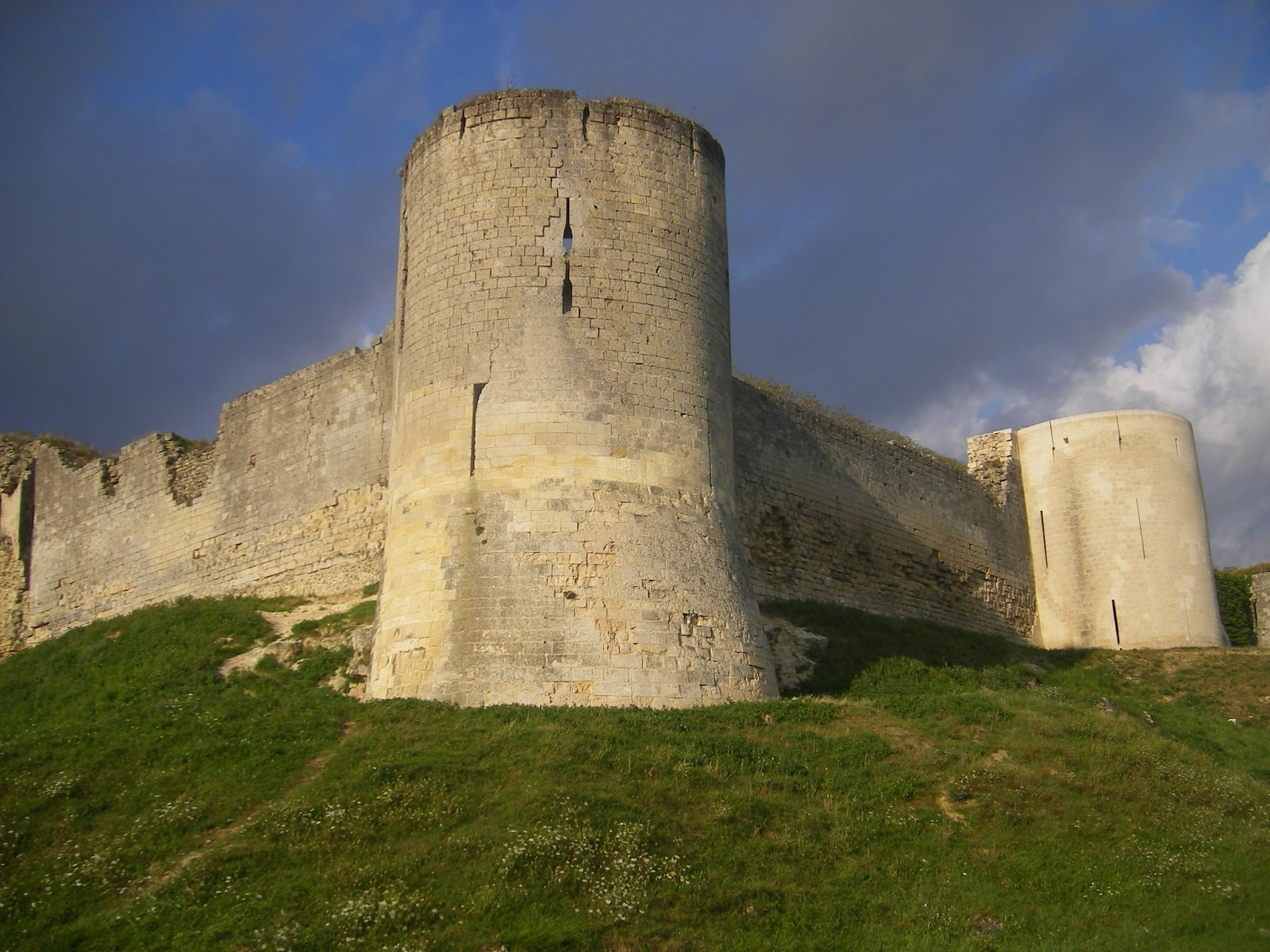
Flankeringstorn, Château le Coucy.

Flankeringstorn är ur en försvarsmur utskjutande torn vars funktion är att tillåta försvararen att angripa den mot muren anfallande styrkan även från sidorna, till skillnad från endast från muren. Tornen sträcker sig alltid högre än muren, och är i enstaka fall inte slutna utan öppna in mot muren. En liknande byggnad, avsedd för flankerande eld men som är i höjd med, eller lägre än muren, kallas rundel, bastion, kaponjär, postej mm. De flesta medeltida fästningar och borgar i Sverige och annorstädes har ett eller flera flankeringstorn. Ett exempel på inåt öppna flankeringstorn finns i Visby ringmur. Under 1500-talet och framåt ersattes i stor utsträckning de flankerande tornens uppgift av från fästningsvallen/muren utskjutande bastioner och andra lägre verk, som kunde göras mindre känsliga för beskjutning än de relativt tunnhudade tornen.